# حميد الربيعي
حميد الربيعي هو كاتب عراقي.

## حياته ونشأته
ولد في محافظة واسط في عام 1951، تخرج في جامعة بغداد في عام 1976.

## مؤلفاته
| الاسم                  | دار النشر                                  | تاريخ النشر | عدد الصفحات | ردمك ISBN            |
| ---------------------- | ------------------------------------------ | ----------- | ----------- | -------------------- |
| تعالى .. وجع مالك      | دار الينابيع دمشق                          | 2011        | 204         |                      |
| دهاليز للموتى          | دار تموز                                   | 2014        | 203         |                      |
| قصص من بغداد           | مؤسسة ثائر العصامي للطباعه والنشر والتوزيع | 2019        | 261         | (ردمك 9789922619842) |
| جدد موته مرتين         | دار فضاءات للنشر و التوزيع                 | 2021        |             | (ردمك 9789957303075) |
| جمرات يارا             | صفصافة للنشر                               | 2021        | 200         | (ردمك 9789778211788) |
| أحمر حانة              | صفصافة للنشر                               | 2017        |             | (ردمك 9789778210156) |
| غيمة عطر               | دار نينوى للدراسات والنشر والتوزيع         | 2019        | 80          | (ردمك 9789933381523) |
| بيت جني - مجموعة قصصية | دار أمل الجديدة للطباعة والنشر والتوزيع    | 2016        |             |                      |
| سفر الثعابين           | تموز للطباعة والنشر والتوزيع               | 2012        |             |                      |

## الوفاة
وفاة القاص والروائي العراقي حميد الربيعي، عن عمر يناهز الـ 69 عامًا.